# Сойти на берег
«Сойти на берег» — советский фильм 1972 года снятый на киностудии «Таллинфильм» режиссёром Кальё Кийском.

## Сюжет
Рээт замужем за Рейном, помощником капитана дальнего плавания. Она любит своего мужа, но устала от долгих разлук и одиночества. Рейн понимает страдания своей жены, но не может отказаться от моря. Рээт уходит к другу семьи Марту, который давно любит её. Однако ни любовь, ни заботы Марту не приносят Рээт радости…

## В ролях
- Лейла Сяялик — Рээт
- Улдис Пуцитис — Рейн
- Леонхард Мерзин — Март
- Ролан Быков — Коклов
- Катрин Карисма-Крумм — Кадри
- Гедиминас Карка — Раун
- Кальё Кийск — Гаральд
- Лейда Лайус — Элве
- Ада Лундвер — Лилли
- Витаутас Паукште — капитан Эрих
- Инес Ару — женщина из Раквере
- Лейда Раммо- Элла
- Хельмут Вааг — муж Эллы
- Улдис Ваздикс — эпизод
- Сальме Рээк — эпизод
- Херта Эльвисте — эпизод
- Эльмар Салулахт — эпизод